# Monteverdi Hai 450
El Monteverdi Hai  50 (en español: Monteverdi Tiburón 450) era un biplaza de motor central cupé del fabricante suizo de automóviles Monteverdi. Por su aspecto y su alto rendimiento está considerado como uno de los coches deportivos más atractivos de la década de 1970. El Hai 450 se sumó en 1970, a la gama de modelos de la empresa de Basilea que comenzó la producción de coches de lujo exclusivos tres años antes, con la serie High Speed 375. El Hai 450 siguió la política de aunar una mecánica solvente estadounidense con una carrocería realizada a mano de estilo europeo. Construido entre 1970 y 1973, existen dos versiones del deportivo, llamadas Hai 450 SS, y Hai 450 GTS, que se diferencian un poco en la tecnología y el tamaño. Solo se hizo un ejemplar de cada versión. Casi 20 años después, Peter Monteverdi, creador del Hai 450, produjo otras dos réplicas de fábrica.

## Concepción

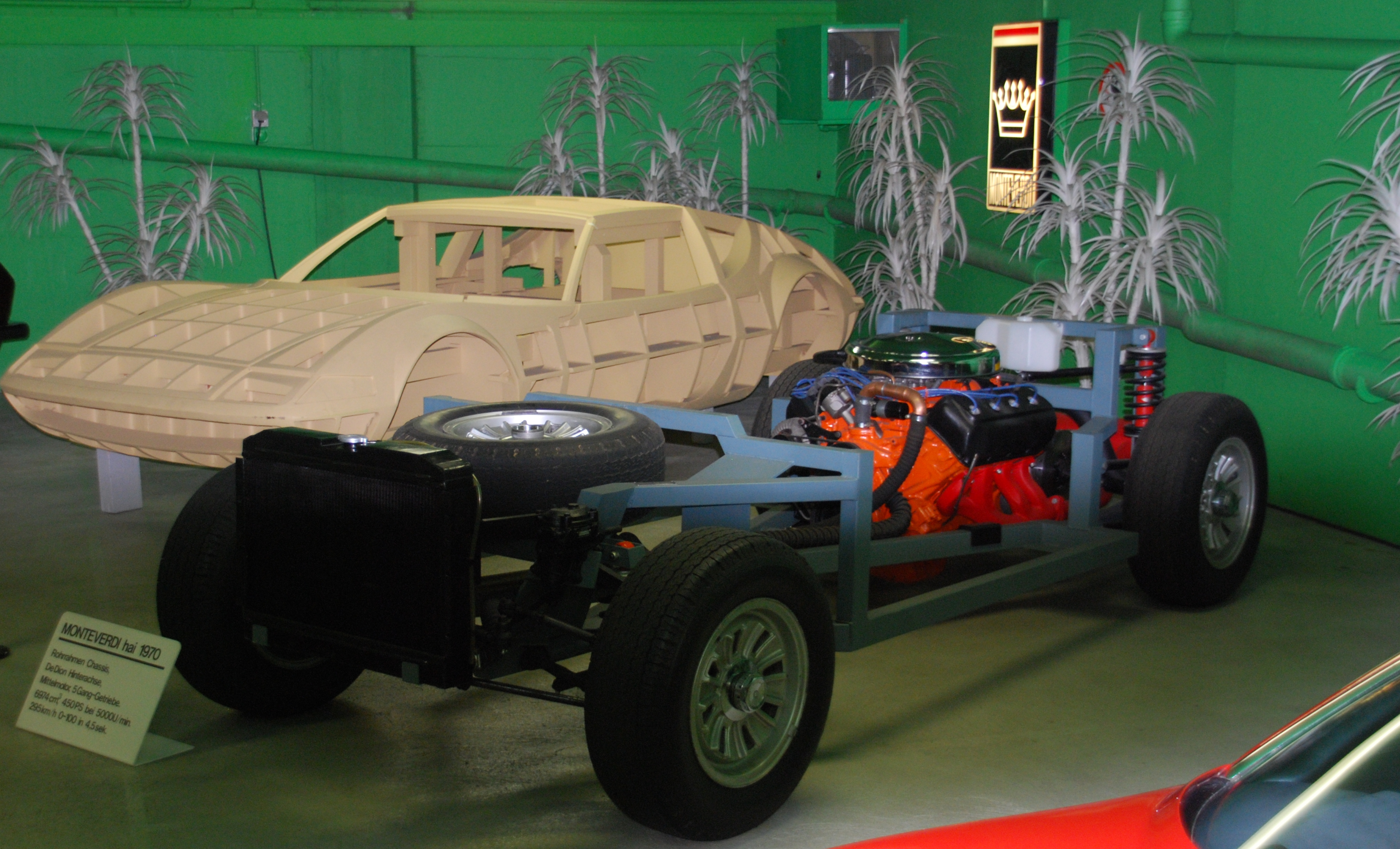
El chasis del Monteverdi Hai 450 y el modelo en madera para la construcción de la carrocería (al fondo).

El Hai fue diseñado como un cupé de motor central, diferenciándose de su antecesor el High Speed 375 cupé con motor delantero. De reducidas dimensiones, dos puertas, carrocería hatchback con faros escamoteables. El desarrollo por parte de Monteverdi del Hai se produjo en respuesta al Mercedes-Benz C111, que fue presentado en el Salón del Automóvil de Fráncfort de  1969 causando considerable revuelo.
Técnicamente, el Hai se sustentaba sobre un marco de acero sólido de tubos cuadrados, que fue producido por la Stahlbau AG en Muttenz. La suspensión delantera consiste en brazos transversales trapezoidales y muelles helicoidales, en la parte trasera el Monteverdi utiliza un eje De Dion con anclajes Watt y muelles helicoidales.  justo por delante del eje trasero se instaló un motor estadounidense de ocho cilindros de la casa Chrysler. Para la transmisión de potencia se eligió un cambio manual de cinco velocidades de transmisión de ZF que ya era utilizado en el Maserati Bora y el De Tomaso Pantera. Con el tiempo se demostró que resultaba poco fiable por falta de resistencia y fue sustituida por el cambio estadounidense de la Ford Motor Company, que había sido diseñado para el GT40.
La carrocería del coche es plana, de deportivo alargado deportes alargada, diseñada por el propio Peter Monteverdi, propietario de la Monteverdi automóvil, en 1970. Existen dudas acerca de esta autoría, pudiendo ser obra del carrocero italiano Fissore, que desde 1969 trabajó los modelos producidos para Monteverdi, en las carrocerías de los Gran Turismo del Hagh Speed 375. Fissore colaboró con el diseñador británico Trevor Fiore a finales de 1960, en el diseño para un nuevo modelo de la marca francesa de autos deportivos Alpine, que más tarde fue vendido como Alpine A 310. De acuerdo con Fiore, Peter Monteverdi, durante una visita a Fissore habría visto los borradores de Fiore para Alpine y pudo copiar sus llamativas líneas.  En recientes informes de prensa, se han destacado más similitudes fundamentales entre el Alpine A310 y el Monteverdi Hai 450.

## Versiones

### El Hai450 SS

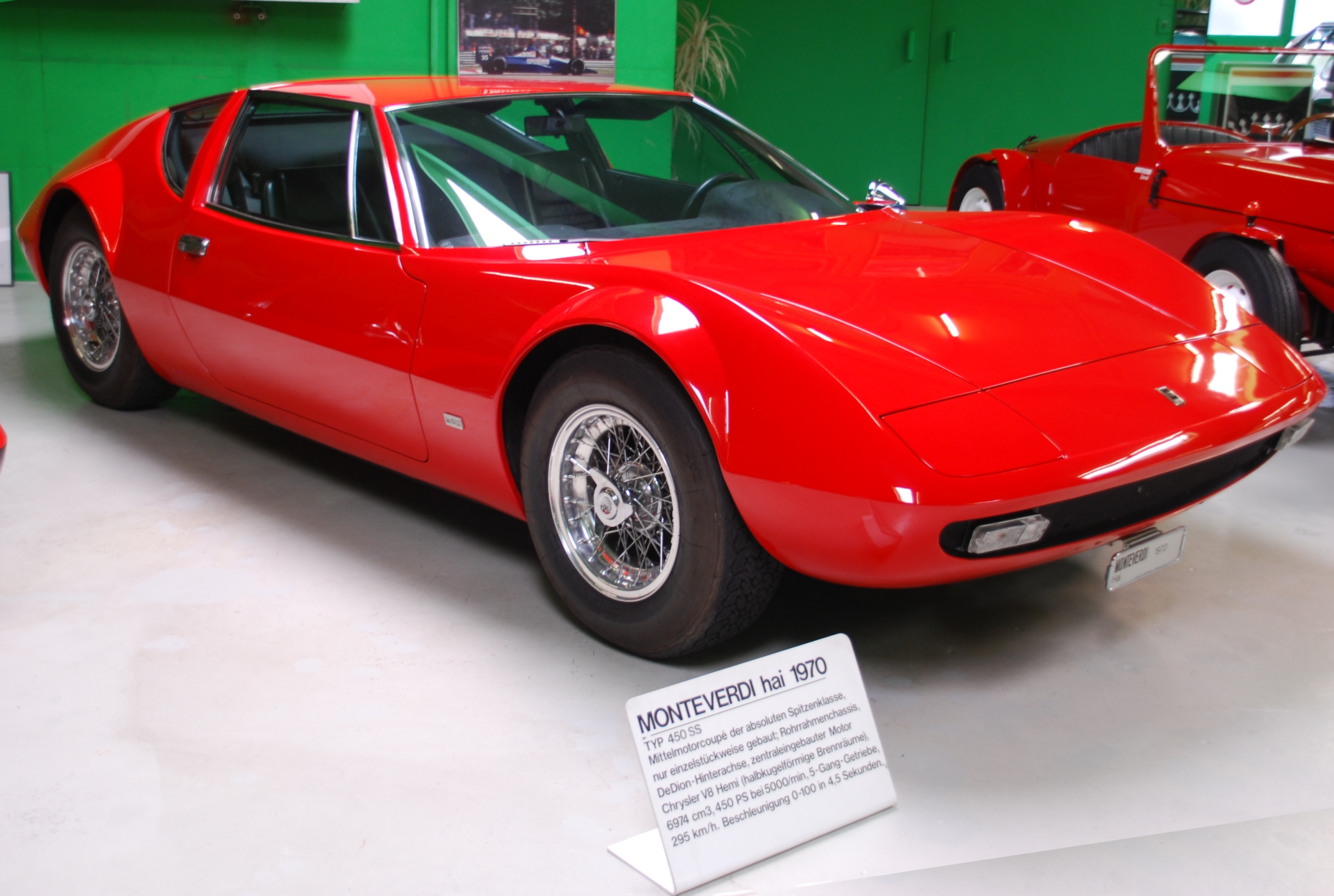
Monteverdi Hai 450 SS (réplica de fábrica con una mayor distancia entre ejes)

El primer auto deportivo Monteverdi con motor central se introdujo en 1970, con la denominación Hai 450 SS. El coche estaba propulsado por un motor de 7.0 litros con ocho cilindros de la casa Chrysler (Tipo 426 Hemi de calle), que daba alrededor de 425 CV de potencia. El rendimiento logrado por Monteverdi le llevó a dar 450 CV, lo que correspondía a cerca de 360 caballos DIN.
En cuanto al rendimiento del Monteverdi Hai 450 SS dio una velocidad máxima de más de 290 km/h, con una aceleración de 0 a 100 km/h de 4,9 s y 23,9 s para recorrer un kilómetro desde parado. El piloto de carreras belga y probador de Paul Frère llegó a realizar una prueba de conducción, obteniendo sin embargo, valores mucho más bajos: 270,6 kmh, 0-100 km/h en 6,9 s y 26,1 s para el kilómetro desde parado. Estos valores fueron similares a los logrados por un Porsche 911 S 2.4 de la época.

### El Hai 450 GTS

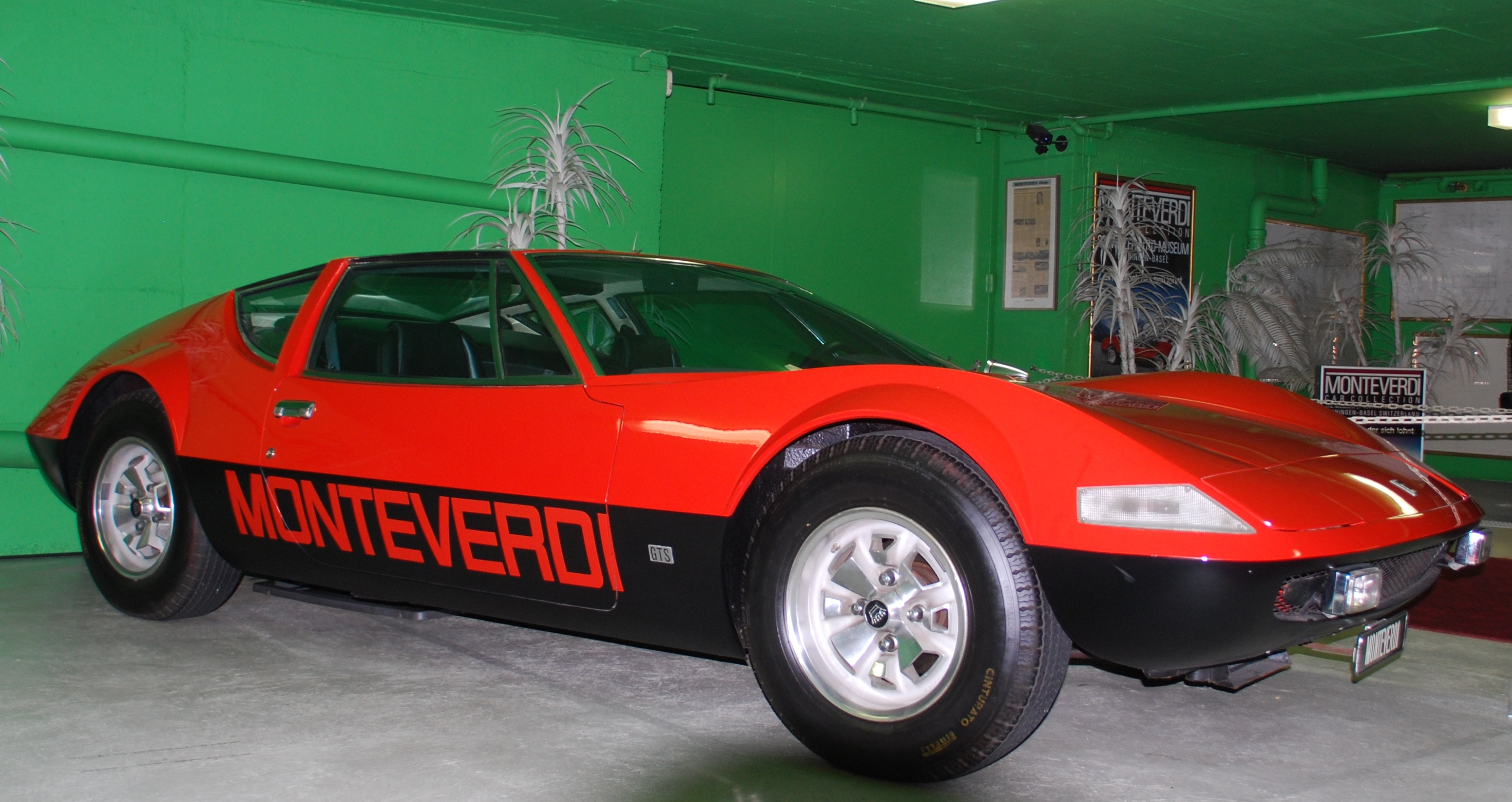
Monteverdi Hai 450 GTS

En 1973, tres años después de la presentación del Monteverdi Hai 450 SS se introdujo una versión mejorada con modificaciones de la parte delantera y del motor central, un coche deportivo que llevó el nombre de Hai 450 GTS. Se diferenciaba del 450 SS, especialmente por el aumento de la distancia entre ejes en 50 mm, lo que llevó a una mejora en el espacio disponible dentro del vehículo. El exgerente de ventas de Monteverdi, explicó más tarde: "El segundo Hai ya estaba mejor. Usted puede sentarse en él". También era nuevo, el motor del GTS 450: Era accionado por un motor de 7.2 litros de ocho cilindros de Chrysler (Tipo 440 Magnum), que fue montado en los modelos Gran Turismo de Monteverdi. Monteverdi calculó la potencia del motor en 450 CV DIN, y la aceleración de 0 a 100 km/h se realizaba, de acuerdo con las especificaciones de fábrica, en 4,6 s. El precio de compra del vehículo era de 142 000 francos suizos, aproximadamente el 150 % del precio de un Lamborghini Countach. Estaba equipado con reposacabezas, ventanillas eléctricas y aire acondicionado.

## Presentación y efecto en el público
El Monteverdi Hai 450 SS fue presentado en el Salón de Ginebra de 1970. El coche fue rodeado por el público y la prensa con un gran revuelo. En la información recogida por la prensa se da testimonio de que en la aparición del coche en la ciudad de Basilea, los suizos cantaban a los transeúntes el himno nacional. En la práctica, sin embargo, era un coche problemático. En repetidas ocasiones se averió el vehículo en la carretera de Basilea y tuvieron que ser traídos de vuelta en el camión grúa de Monteverdi. Un excolega de Monteverdi, informó que el Hai también sufrió la torsión de la carrocería y tuvo que ser reparado en varias ocasiones.

## La difusión

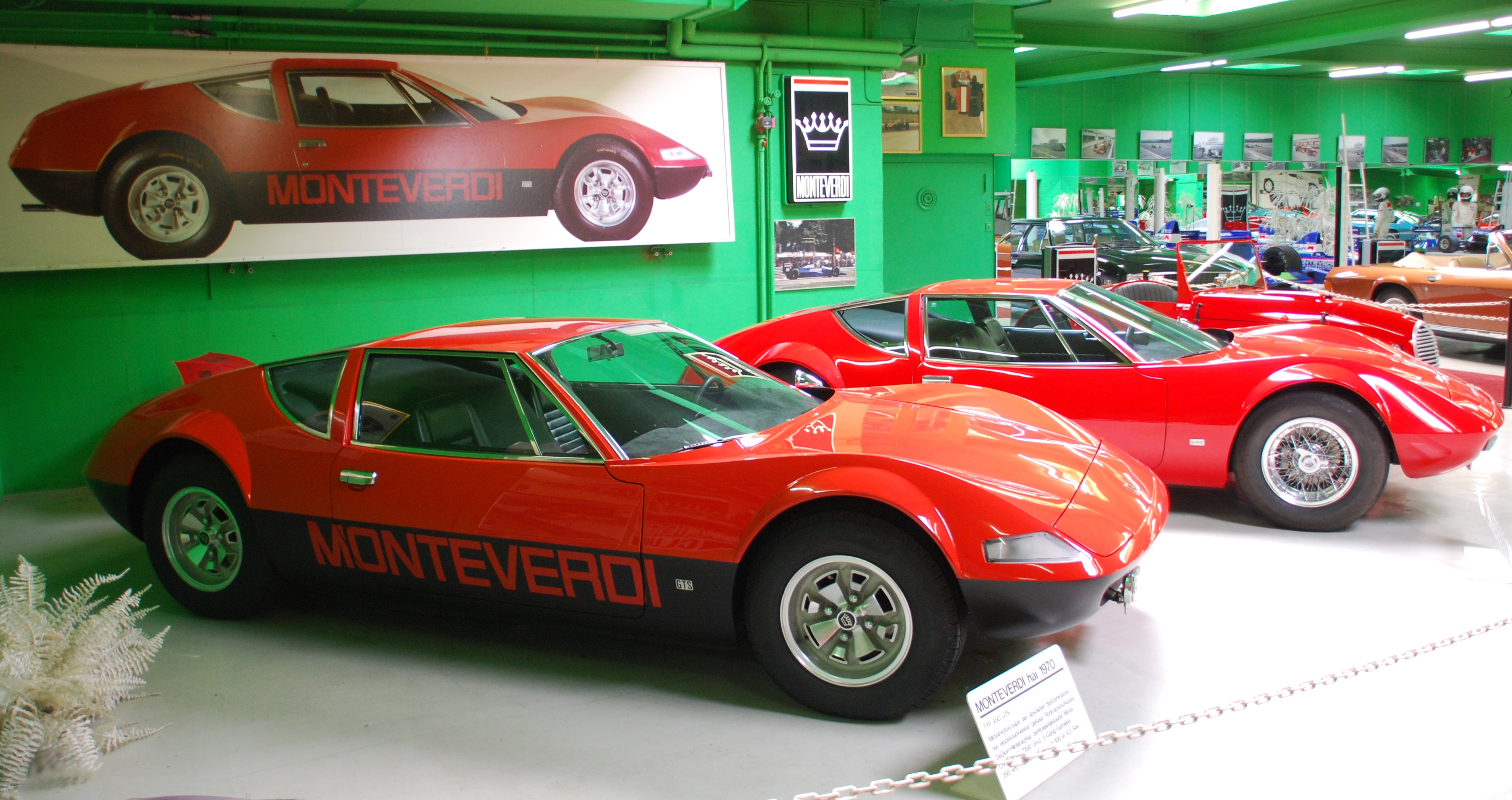
Monteverdi Hai 450 GTS (frente, vehículo original de 1973) y Hai 450 SS (trasera, réplica de la fábrica)

Monteverdi construyó una copia de cada versión, 450 SS y 450 GTS,  entre 1970-1973. La producción en serie no tuvo lugar. Existía, sin embargo por parte de Peter Monteverdi, un proyecto inicial para poner en marcha una pequeña serie de 50 vehículos. Sin embargo, la compañía por razones financieras, fue incapaz de eliminar los defectos estructurales del vehículo y desarrollar el Hai a la etapa de producción.

### La historia de los dos coches originales
A lo largo del largo tiempo transcurrido existieron dudas acerca del número de unidades producidas del Hai 450 SS. Monteverdi presentó a la prensa y en las distintas exposiciones vehículos pintados de diferentes colores (a veces rojo, a veces púrpura, a veces blanco), que diferían en detalles como la posición de las manijas de las puertas y los indicadores (a veces correspondían con los del Fiat Dino Spyder, algunos de ellos estaban alojados en la estrecha parrilla ), por lo que se suponía en general que existían varios vehículos del tipo Hai. 
Sólo unas pocas décadas más tarde se supo que sólo una copia de la 450 SS fue producida, un vehículo con el número de chasis TNT 101. El Hai 450 SS mostrado públicamente en la década de 1970 fue básicamente el mismo coche, fue pintado por Monteverdi varias veces e hizo los cambios en los detalles, para sugerir una producción en serie. El TNT 101 salió a la venta. El coche perteneció sucesivamente a varios propietarios antes de ser vendido, desde unos talleres de Alemania a un coleccionista en Estados Unidos el año 1982. En 2006 el coche fue totalmente restaurado y devuelto a su estado original. Fue entonces cuando se le aplicó la destacable pintura morada. El coche fue presentado primero en Estados Unidos y el 23 de enero de 2010 durante el Retromobile de París fue vendido a través de la casa de subastas Bonhams por 398 000 €.
El Hai 450 GTS era una pieza única. Lleva el número de chasis TNT 102. Ahora está en Museo del Automóvil de Monteverdi en Basilea. 

## Importancia de los modelos Hai
El Monteverdi Hai 450 sirvió en la década de 1970 principalmente para exhibiciones. El Hai 450 SS, y más tarde el 450 GTS de 1977 se mostró regularmente en ferias y exposiciones, atrayendo a clientes potenciales. La efectividad de la publicidad del Hai 450 ha sido ilimitada incluso en el siglo XXI- al menos en Suiza. El banco suizo UBS, utilizó el Hai 450 en una campaña publicitaria durante el año 2010, poniendo la relevancia en los rasgos de resistencia y estabilidad del auto también propios de su creador Peter Monteverdi.
Un sucesor indirecto en la década de 1990 y con el mismo nombre, es el Monteverdi Hai basado en el de la Fórmula 1, el Hai 650 F1.